# 船場中央
船場中央（せんばちゅうおう）は、大阪府大阪市中央区の町名。現行行政地名は船場中央一丁目から船場中央四丁目。2019年3月31日現在の人口および世帯数はなし。

## 地理
北は南本町、南は久太郎町、東は東横堀川を挟んで農人橋、西は西横堀川跡の阪神高速1号環状線北行きを挟んで西区西本町・阿波座とそれぞれ接する。
中央大通の平面道路に挟まれた地内は無住地で、街区の大半は船場センタービルである。
地内にはOsaka Metroの本町駅および堺筋本町駅がある。

### 河川
- 東横堀川

## 歴史
- 1970年（昭和45年） 中央大通および船場センタービルの竣工に伴い、東区唐物町1 - 5丁目の南部と北久太郎町1 - 5丁目の北部を統合して船場中央1 - 5丁目の新町名が誕生。
- 1989年（平成元年） 横堀5丁目の中部を編入して船場中央1 - 4丁目に改編され、南区との合区により中央区へ転属。

## 事業所
2016年（平成28年）現在の経済センサス調査による事業所数と従業員数は以下の通りである。
| 丁目           | 事業所数  | 従業員数 |
| -------------- | --------- | -------- |
| 船場中央一丁目 | 132事業所 | 781人    |
| 船場中央二丁目 | 218事業所 | 1,276人  |
| 船場中央三丁目 | 254事業所 | 941人    |
| 船場中央四丁目 | 45事業所  | 276人    |
| 計             | 649事業所 | 3,274人  |

## 施設

### 商業施設
- 船場センタービル

## 交通

### 鉄道
- Osaka Metroの本町駅および堺筋本町駅

### 道路

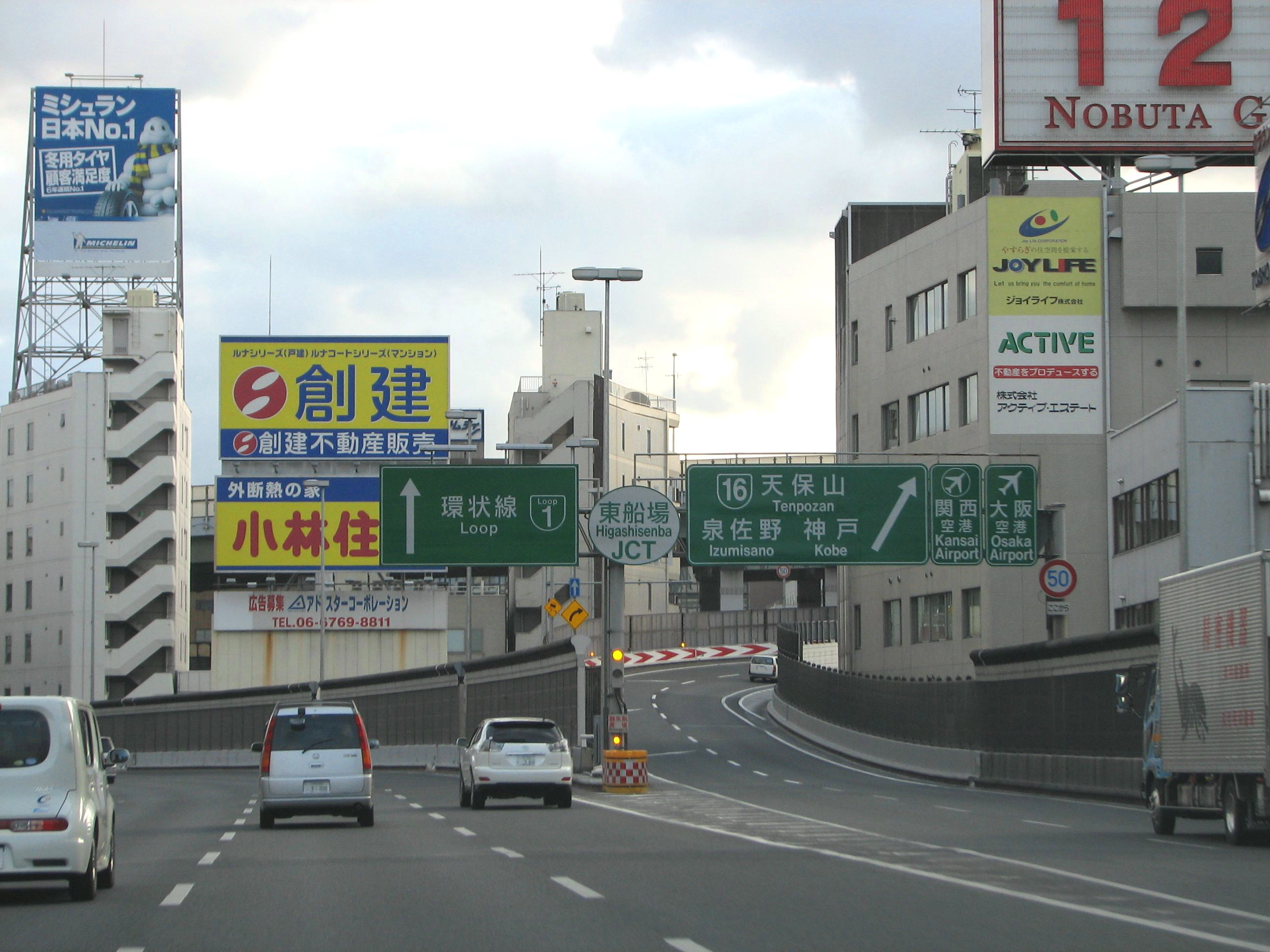
東船場ジャンクション

高速
- 阪神高速1号環状線
  - 西船場ジャンクション
  - 東船場ジャンクション

国道
- 国道25号（御堂筋）

主要地方道
- 大阪府道102号恵美須南森町線（堺筋）
- 大阪市道築港深江線（中央大通）

## その他

### 日本郵便
- 〒541-0055[3]（集配局：大阪東郵便局[6]）